# Dominium maris baltici

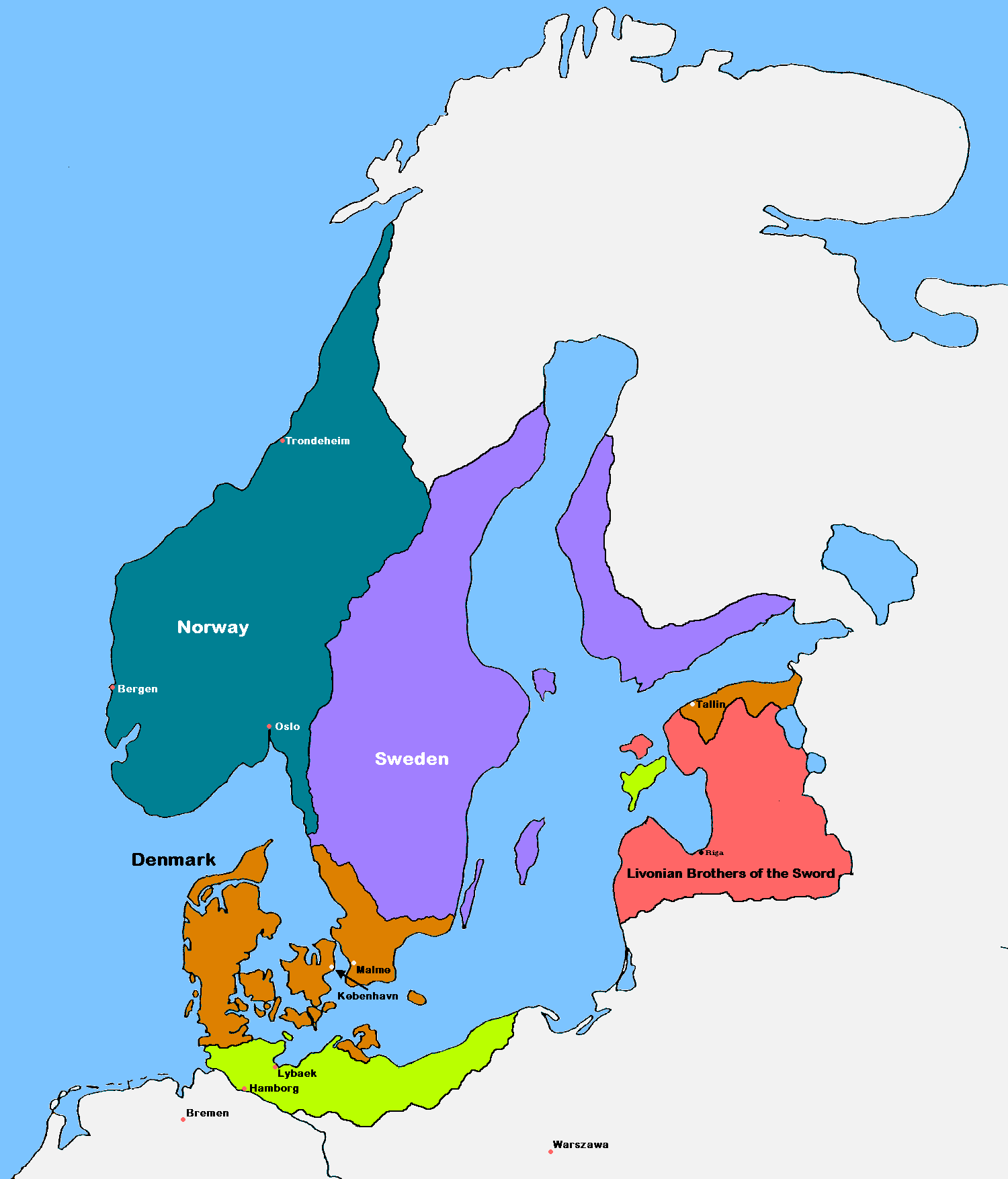
Mar Báltico em 1219

O estabelecimento de um dominium maris baltici ("domínio do Mar Báltico") foi um dos principais objetivos políticos dos reinos dinamarquês e sueco no final da era medieval e início da era moderna. Ao longo das Guerras do Norte, as marinhas dinamarquesa e sueca desempenharam um papel secundário, já que o domínio foi contestado através do controle das principais costas por guerra terrestre.

## Resultado
O fracasso das potências escandinavas em assumir o controle do Báltico e a firme recusa de outras potências – locais e internacionais – em reconhecer suas reivindicações é visto como um dos fatores que levaram ao desenvolvimento do princípio da “liberdade dos mares”, no direito internacional.